# Gunnar Olsson (labdarúgó, 1908)
Gunnar Olsson (1908. július 19. – 1974. szeptember 27.) svéd válogatott labdarúgó.
A svéd válogatott tagjaként részt vett az 1934-es világbajnokságon.